# 菊池寛実
菊池 寛実（きくち ひろみ、通称：かんじつ、1885年〈明治18年〉4月28日 - 1967年〈昭和42年〉3月12日）は日本の実業家であり投資家。戦前は辰ノ口炭鉱、三友炭鉱、高萩炭鉱などを創業し、戦後は鮎川義介より日本炭鉱を買収。一時期には南俊二、大谷米太郎と並んで「日本の三大億万長者」の一人に数えられた。

## 略歴
- 明治18年（1885年） 栃木県那須郡馬頭町（現・那珂川町）字健武に生れる
- 明治37年（1904年） 馬頭町で三協廻漕店を創業
- 明治42年（1909年） 常磐炭田の辰ノ口炭鉱・三友炭鉱を経営
- 大正6年（1917年） 大島けいと結婚
- 昭和3年（1928年） 水郷汽船を設立
- 昭和8年（1933年） 破産宣告を受ける
- 昭和15年（1940年） 高萩炭鉱設立、社長就任
- 昭和24年（1949年） 南悠商社社長。この頃から「三大富豪」と称される
- 昭和29年（1954年） 葛飾瓦斯相談役就任
- 昭和34年（1959年） 京葉瓦斯取締役就任
- 昭和36年（1961年） 武州鉄道汚職事件に連座、逮捕される
- 昭和38年（1963年） 京葉瓦斯社長就任
- 昭和41年（1966年） 武州鉄道汚職事件判決、禁錮6月・執行猶予1年となる
- 昭和42年（1967年） 執行猶予満了。3月没（享年83歳）
- 昭和44年（1969年） 茨城県潮来市稲荷山公園に顕彰碑が建立される
- 昭和48年（1973年） 故郷の馬頭中学校に顕彰碑が建立される

## 顕彰施設
菊池寛実記念高萩炭礦資料館
大心苑跡地に作られた高萩炭坑の資料館。〒318-0034　茨城県高萩市高萩624
菊池寛実記念 智美術館
菊池寛実の三女、菊池智蒐集の陶芸品を主に展示する美術館。